# Larissa Tassi
Larissa Tassi, nome artístico de Larissa Mendes dos Santos (São Paulo, 07 de junho de 1984) é uma cantora, musicista e compositora brasileira.
Ela ficou famosa após interpretar várias músicas do anime Os Cavaleiros do Zodíaco.

## Biografia
Larissa começou a carreira como cover da Xuxa, fazendo comerciais na TV e fotos para revistas com apenas tres anos de idade como modelo . Aos seis anos, Larissa inicia sua carreira como cantora, interpretando os grandes sucesso da música sertaneja daquela época como, Zezé di Camargo e Luciano, Chitãozinho e Xororó, Leandro e Leonardo.  No início do ano de 1995, então com 10 anos, ela, juntamente com Will Kawamura, foi aprovada em um teste da gravadora Sony Music para cantar músicas da trilha sonora do animê "Os Cavaleiros do Zodíaco", exibida pela extinta Rede Manchete. Assim, foi formada a dupla Larissa & William, que interpretou várias músicas do álbum que vendeu mais de 1 milhão de cópias, rendendo-lhes Discos de Ouro, Platina e Platina Duplo. Com esse sucesso, a dupla viajou o Brasil e participou de programas de TV como Angel Mix, Bom Dia & Cia, Xuxa Hits, Programa Hebe e Programa Livre, onde receberam o disco de ouro ao vivo ao lado da dupla Sandy e Junior, que também participavam do programa. 
No ano seguinte, gravaram pela Sony o Cd tema do Parque Beto Carrero World, e sem a dupla - mas ainda como Larissa - , o tema de abertura de Guerreiras Mágicas de Rayearth.
Três anos depois, Larissa decide seguir carreira solo e lança o CD Tudo vai mudar (1999), todo em ritmo de axé (numa época de grande repercussão do gênero no Brasil). Seu primeiro disco, no entanto, não teve uma grande aceitação.
Em meados da última década (2005/2006), Larissa continua sua busca por um espaço no cenário musical e, assim, grava um cd demo a fim de divulgar seu trabalho. Tal demo é hoje, de certa forma,  considerada pelos fãs como um possível segundo cd solo da cantora. Diferente do primeiro disco, este álbum traz canções em estilo pop romântico, que incluía uma versão em português da música "Man! I Feel Like a Woman!" (da cantora Shania Twain). Tal cd “vazou” na internet na época e hoje os fãs podem usufruir deste trabalho.
Em 2001 Larissa começa a fazer parte da Banda On The Rock's que anos mais tarde muda seu nome para Banda Montana, voltada ao segmento country, permanecendo durante 10 anos, tendo sido eleita, por três vezes, a melhor cantora country do circuito. A banda, a princípio, fazia covers de artistas internacionais do gênero, mas, com a adesão cada vez maior do público, sentiu-se a necessidade de um trabalho com uma cor mais nacional e a banda decidiu investir em versões brasileiras das canções e ainda composições próprias.
Com a popularidade ritmo do sertanejo universitário, ela deixa a Banda Montana e forma uma dupla "Larissa & Rafael", que conquistou São Paulo e regiões com seu carisma e musicalidade. A dupla lançou seu primeiro álbum em 2010 – Vem voando, e trabalhou novas músicas antes de se desfazer.
Em comemoração aos 20 anos do lançamento de Cavaleiros do Zodíaco no Brasil, junto de Edu Falaschi, Ricardo Cruz e Rodrigo Rossi, Larissa participou da turnê "Cavaleiros in Concert" em 2014, 2015 e 2016.
No ano de 2017 está integrando um novo projeto musical. Se juntou com os 2 cantores de anime songs brasileiros  Ricardo Cruz e Rodrigo Rossi para formarem a banda de anime songs brasileira com o nome de Danger3.
Junto com o Danger3 lançou o EP Neo Tokyo que tem 3 canções em português inspiradas no mangá  japonês Akira  compostas por ela e pelo Danger3 que foi lançado agora nesse ano de 2017 no dia 13 de julho pela gravadora Arte Entretenimento  do músico e produtor musical Renato Tribuzy.
Em 2018, em homenagem aos 30 anos de Jaspion no Brasil, gravou com Ricardo Cruz, Akira Kushida e o arranjador Lucas Araújo, um medley com canções da trilha da série.
Em 2020, com o Danger3, gravou "Apóstolo do Silêncio", uma versão em português de "Seijaku no Apostle", da banda JAM Project, lançada no CD JAM Project Foreign Language Song Collection, incluso apenas na caixa comemorativa JAM Project 20th Anniversary Complete BOX.

## Eventos em que tocou
- 2004 - Anime Fantasy[14]
- 2004 - Ressaca Friends[15][16]
- 2004 - Expo Anime Brasil 2004[17]
- 2004 - Show no evento "Prêmio Yamamoto (O Oscar da Dublagem Brasileira) - 2a edição[18].
- 2005 - AnimeCon[19]
- 2006 - Evento que marcou o lançamento da saga Hades: A Saga do Santuário.[20]
- 2008 - Carioca Anime[21]
- 2008 - Anime Master - Mostrando o quanto é bom ser Otaku
- 2009 - Anime Friends
- 2010 - AnimeXtreme[22]
- 2010 - Anima Teen[23][24][25][26]
- 2011 - Carioca Anime[27]
- 2011 - Animatsure[28]
- 2012 - Anime Friends
- 2012 - Evento de lançamento do game Cavaleiros do Zodíaco – Batalha do Santuário, promovido pela Zap Games e pela Saraiva Mega Store[29][30].
- 2012 - Yujô Gamer [31]
- 2013 - Yujô Fest IV [31]
- 2015 - Anime Dark
- 2016 - Anime Friends
- 2018 - Yujô Fest - The Last

## Discografia

### Solo
- 1996: Guerreiras Mágicas de Rayearth - faixa: "Guerreiras Mágicas", as demais faixas foram cantadas por Sarah Regina
- 1999: Tudo vai mudar - como Larissa Mendes
- 2005/2006: Larissa Tassi - CD Demo
- 2013: Larissa Tassi: A revelação sertaneja, agora com seu novo show

### Como a dupla Larissa & William
- 1995: Os Cavaleiros do Zodíaco: As músicas do seriado da TV - faixas: "Os Cavaleiros do Zodíaco", "Seiya, o Cavaleiro de Pégasus" e "Saori".
- 1996: O Mundo Encantado de Beto Carreiro

### Com a Banda Montana
- 2009: Eu sempre te quis (versão de "Every Little Kiss" de Sara Evans)

### Como a dupla Larissa e Rafael
- 2010: Vem Voando
- 2012: Larissa e Rafael - CD Promo

### Com oDanger3
- 2017 Neo Tokyo (Single inspirado em Akira)[32]
  - Contém as músicas: Neo Tokyo / Poder sem Limites / Terra Nova
- 2017 Lembranças (inspirada em Kimi no Na wa.)[33]
- 2018 Space Runners, Go (de Space Runners)[34]
- 2018 Somos Heróis (de Combo Rangers: Somos Iguais)[35]
- 2018 Yume[36]
- 2020 Músicas de Saint Seiya: Soul of Gold:[37]
  - Soldier Dream versão Alma de Ouro (Original: Soldier Dream ver. Soul of Gold da banda Root Five)
  - A Promessa do Amanhã (Original: Yakusoku No Asu E, da banda Root Five)

### Músicas dos Cavaleiros do Zodíaco
Além das músicas d'Os Cavaleiros do Zodíaco, de 1995, Larissa gravou as versões em português das músicas cantadas pela Yumi Matsuzawa, que são:
- Pelo Mundo (Chikiyuugi)[38]
- Sob o Mesmo Céu Azul (Kimi To Onaji Aozora)
- Meu Querido (My Dear)

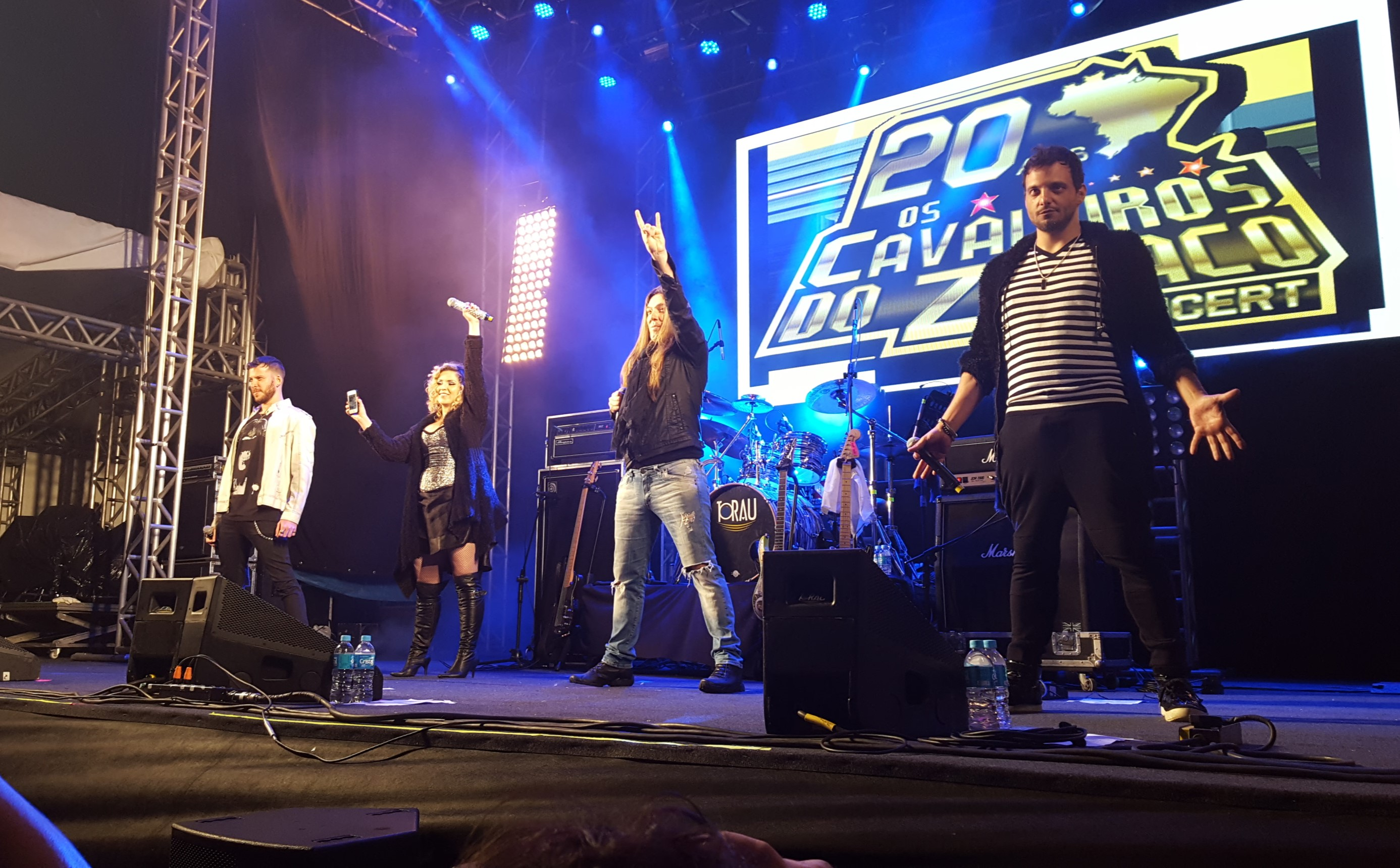
Rossi, Tassi, Falaschi e Cruz em show do Cavaleiros in Concert na Anime Friends 2016

Em 2013, em parceria com Rodrigo Rossi, gravou a nova versão de "Pegasus Fantasy", para a saga Os Cavaleiros do Zodíaco: Ômega. Em 2014 Larissa gravou a segunda abertura "Nova Geração" (Shinsei Ω shinwa ~Next Generation~) com Edu Falaschi, Rodrigo Rossi, Ricardo Cruz. Em 2014, 2015 e 2016 os quatro cantores fizeram a turnê "Cavaleiros In Concert" pelo Brasil.
Em 2016 para a Fase II da saga Ômega ela gravou as músicas "Evolução Ômega" (Mirai Saint Ω ~Saint Evolution~) e "Cordas de Luz" (Senkou Strings) em conjunto com Rodrigo Rossi, Ricardo Cruz e Edu Falaschi (marcando inclusive a despedida dele em músicas dos Cavaleiros do Zodíaco). 
Em 2017 Larissa se uniu a Rodrigo Rossi e Ricardo Cruz formando a banda Danger3 e gravaram abertura e encerramento da saga Os Cavaleiros do Zodíaco: Alma de Ouro, respectivamente uma nova versão de "Soldier Dream" e "A Promessa do Amanhã" (Yakusoku no asu e).

## Videografia
- DVD Saga de Hades - Santuário - entrevista contida no "menu extra" do DVD oficial da saga do Santuário, no Brasil[42].
- DVD "Larissa Tassi - TOUR 2014" [43][44][45]